# Władysław Olejnik
Pour les articles homonymes, voir Olejnik.
Władysław Olejnik (né le 4 juillet 1954 à Trzebiatów) est un lutteur polonais.

## Palmarès

### Championnats d'Europe
- Médaille d'argent en catégorie des moins de 48 kg en 1985
- Médaille de bronze en catégorie des moins de 48 kg en 1980